# Benerville-sur-Mer
Benerville-sur-Mer är en kommun i departementet Calvados i regionen Normandie i norra Frankrike. Kommunen ligger i kantonen Trouville-sur-Mer som ligger i arrondissementet Lisieux. År 2022 hade Benerville-sur-Mer 389 invånare.

## Befolkningsutveckling
Antalet invånare i kommunen Benerville-sur-Mer

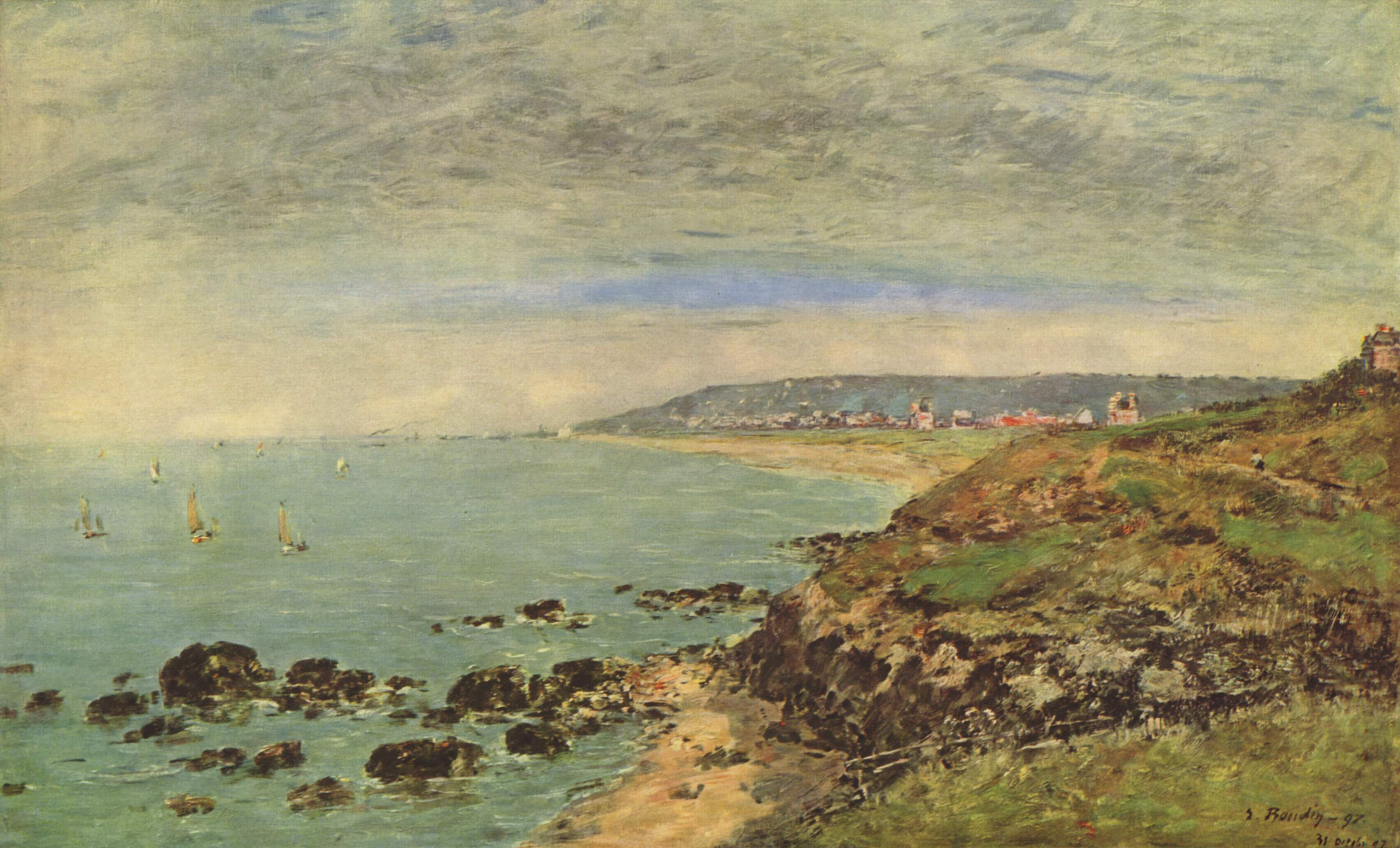

Referens: INSEE